# مونرو (لويزيانا)
مونرو (بالإنجليزية: Monroe, Louisiana)‏ هي مدينة تقع في الولايات المتحدة في مقاطعة أواتشيتا (لويزيانا). يقدر عدد سكانها بـ 170,053 نسمة وترتفع عن سطح البحر 21.95 متر.

## التركيبة السكانية
حدّد مكتب تعداد الولايات المتحدة بيانات التركيبة السكانية لمونرو في تعداد الولايات المتحدة. في ما يلي، التركيبة السكانية حسب تعدادي 2000 و2010.

### تعداد عام 2000
بلغ عدد سكان مونرو 53,107 نسمة بحسب تعداد عام 2000، وبلغ عدد الأسر 19,421 أسرة وعدد العائلات 12,157 عائلة مقيمة في المدينة. في حين سجلت الكثافة السكانية 623.3 نسمة لكل كيلومتر مربع (1,614.3/ميل2). وبلغ عدد الوحدات السكنية 21,278 وحدة بمتوسط كثافة قدره 249.7 لكل كيلومتر مربع (646.7/ميل2).
وتوزع التركيب العرقي للمدينة بنسبة 36.78% من البيض و61.13% من الأمريكيين الأفارقة و0.13% من الأمريكيين الأصليين و1.05% من الأمريكيين ذوي الأصول الآسيوية و0.03% من سكان جزر المحيط الهادئ و0.25% من الأعراق الأخرى و0.63% من عرقين مختلطين أو أكثر و1.01% من الهسبانيون أو اللاتينيون من أي عرق.
بلغ عدد الأسر 19,421 أسرة كانت نسبة 37.8% منها لديها أطفال تحت سن الثامنة عشر تعيش معهم، وبلغت نسبة الأزواج القاطنين مع بعضهم البعض 33.4% من أصل المجموع الكلي للأسر، ونسبة 25.3% من الأسر كان لديها معيلات من الإناث دون وجود شريك، بينما كانت نسبة 3.9% من الأسر لديها معيلون من الذكور دون وجود شريكة وكانت نسبة 37.4% من غير العائلات. تألفت نسبة 31.3% من أصل جميع الأسر من عدة أفراد يعيشون في نفس المنزل ونسبة 11.7% كانت تتألف من شخص يعيش بمفرده يبلغ من العمر 65 عاماً أو أكثر. وبلغ متوسط حجم الأسرة المعيشية 2.54، أما متوسط حجم العائلات فبلغ 3.26.
بلغ العمر الوسطي للسكان 29.1 عاماً. وكانت نسبة 28.9% من القاطنين تحت سن الثامنة عشر، وكانت نسبة 11.2% بين الثامنة عشر والرابعة والعشرين عاماً، ونسبة 24.3% كانت واقعةً في الفئة العمرية ما بين الخامسة والعشرين والرابعة والأربعين عاماً، ونسبة 17.2% كانت ما بين الخامسة والأربعين والرابعة والستين، ونسبة 11.5% كانت ضمن فئة الخامسة والستين عاماً فما فوق. يوجد لكل 100 أنثى 83.1 ذكر، ويوجد لكل 100 أنثى في الثامنة عشر من عمرها فما فوق 76.0 ذكر.
بلغ متوسط دخل الأسرة في المدينة 25,864 دولارًا، أما متوسط دخل العائلة فبلغ 33,263 دولارًا. وكان متوسط دخل الذكور 31,840 دولارًا مقابل 22,352 دولارًا للإناث. وسجل دخل الفرد الخاص بالمدينة 15,933 دولارًا. وكانت نسبة 26.3% من العائلات ونسبة 32.3% من السكان تحت خط الفقر، وكان من هؤلاء نسبة 45.7% تحت سن الثامنة عشر ونسبة 21.6% في الخامسة والستين من العمر وما فوق.

### تعداد عام 2010
بلغ عدد سكان مونرو 48,815 نسمة بحسب تعداد عام 2010، وبلغ عدد الأسر 18,445 أسرة وعدد العائلات 11,252 عائلة مقيمة في المدينة. في حين سجلت الكثافة السكانية 572.9 نسمة لكل كيلومتر مربع (1,483.8/ميل2). وبلغ عدد الوحدات السكنية 20,570 وحدة بمتوسط كثافة قدره 241.4 لكل كيلومتر مربع (625.2/ميل2).
وتوزع التركيب العرقي للمدينة بنسبة 33.42% من البيض و63.89% من الأمريكيين الأفارقة و0.17% من الأمريكيين الأصليين و1.06% من الأمريكيين ذوي الأصول الآسيوية و0.05% من سكان جزر المحيط الهادئ و0.32% من الأعراق الأخرى و1.09% من عرقين مختلطين أو أكثر و1.15% من الهسبانيون أو اللاتينيون من أي عرق.
بلغ عدد الأسر 18,445 أسرة كانت نسبة 34% منها لديها أطفال تحت سن الثامنة عشر تعيش معهم، وبلغت نسبة الأزواج القاطنين مع بعضهم البعض 28.9% من أصل المجموع الكلي للأسر، ونسبة 27.6% من الأسر كان لديها معيلات من الإناث دون وجود شريك، بينما كانت نسبة 4.5% من الأسر لديها معيلون من الذكور دون وجود شريكة وكانت نسبة 39% من غير العائلات. تألفت نسبة 33.5% من أصل جميع الأسر من عدة أفراد يعيشون في نفس المنزل ونسبة 11.4% كانت تتألف من شخص يعيش بمفرده يبلغ من العمر 65 عاماً أو أكثر. وبلغ متوسط حجم الأسرة المعيشية 2.47، أما متوسط حجم العائلات فبلغ 3.19.
بلغ العمر الوسطي للسكان 31.4 عاماً. وكانت نسبة 27.1% من القاطنين تحت سن الثامنة عشر، وكانت نسبة 14.1% بين الثامنة عشر والرابعة والعشرين عاماً، ونسبة 23.5% كانت واقعةً في الفئة العمرية ما بين الخامسة والعشرين والرابعة والأربعين عاماً، ونسبة 22.7% كانت ما بين الخامسة والأربعين والرابعة والستين، ونسبة 12.6% كانت ضمن فئة الخامسة والستين عاماً فما فوق. وتوزع التركيب الجنسي للسكان بنسبة 45.9% ذكور و54.1% إناث.

## أعلام
- ويليام لورينزو هوارد
- بلايند جو رينولدز
- بادي بلير
- بيل راسيل
- جيمس إل. مالون
- روني كولمان
- بول ميلساب
- سوزان وارد
- جيمس بيتن سميث
- هيوي ب نيوتن